# Nullkommasieben-Kampagne
Die nullkommasieben-Kampagne wurde am 17. Oktober 2003, dem internationalen Tag der Armutsbeseitigung, von 38 österreichischen Organisationen gestartet.
Bei dieser Kampagne geht es darum, dass die Republik Österreich eine 1970 eingegangene Verpflichtung erfüllen soll: Damals hatten sich die Mitgliedstaaten der Vereinten Nationen verpflichtet, 0,7 % des Bruttoinlandsproduktes für Entwicklungszusammenarbeit zur Verfügung zu stellen. Österreich gab 2001 jedoch nur 0,29 % aus.
2005 gab es seitens der damaligen Außenministerin Ursula Plassnik das Bekenntnis, das 0,7 % Ziel bis 2015 erreichen zu wollen.

## Kampagne-Mitglieder

### Träger der Kampagne
- Arbeitsgemeinschaft Entwicklungszusammenarbeit (AGEZ)
- CARE Österreich
- Licht für die Welt – Christoffel-Blindenmission
- Dreikönigsaktion
- Evangelische Entwicklungszusammenarbeit
- Hilfswerk Austria
- HORIZONT3000
- Institut zur Cooperation bei Entwicklungs-Projekten (ICEP)
- Don Bosco Aktion Austria – Jugend Eine Welt
- Katholische Frauenbewegung Österreichs (KFBÖ)
- Kindernothilfe Österreich
- Koordinierungsstelle der österreichischen Bischofskonferenz (KOO)
- Caritas Österreich
- Südwind Agentur
- Welthaus Graz

### Unterstützer
- Adventist Development and Relief Agency (ADRA)
- AAI Graz
- AAI Salzburg
- AAI Wien
- ARGE Weltläden
- BAOBAB
- DKWE Feldkirch
- DKWE Salzburg
- Enchada – Entwicklungspolitisches Bildungsreferat der katholischen Jugend in Österreich
- Entwicklungswerkstatt Austria
- Iustitia et Pax Österreich
- Klima-Bündnis Österreich
- Katholische Männerbewegung Österreichs
- Missio Austria
- Missions-Verkehrs-Arbeitsgemeinschaft (MIVA)
- Österreichischer Gewerkschaftsbund (ÖGB)
- Österreichische Forschungsstiftung für Internationale Entwicklung (ÖFSE)
- Österreichisches Nord-Süd-Institut (ÖNSI)
- SOS-Kinderdorf Österreich
- Menschen für Solidarität, Ökologie und Lebensstil (SOL)
- Fairtrade Österreich
- Wiener Institut für Entwicklungsfragen und Zusammenarbeit (VIDC)
- Arbeitskreis Weltkirche und Entwicklungsförderung / Welthaus Linz
- WEKEF St. Pölten
- Welthaus Innsbruck